# إبراهيم الأول ملك شروان
إبراهيم الأول (بالفارسية: إبراهيم يكم) كان الشروانشاه الثالث والثلاثين (حاكم شروان، حكم من عام 1382 إلى عام 1418). بفضل سياساته الماكرة، تمكن من البقاء مستقلاً وتجنب عزله من قبل الحاكم التركي المغولي تيمورلنك.